# Бетистаун
Бетистаун (на английски: Bettystown; на ирландски: Baile an Bhiataigh) е село в североизточната част на Република Ирландия. Намира се в графство Мийт на провинция Ленстър.
Разположено е на брега на Ирландско море на около 50 km на север от столицата Дъблин и на 5 km на югоизток от град Дроида. Има жп гара от 25 май 1844 г., носеща името „Лейтаун и Бетистаун“ от 1913 г.
Заедно със съседните 2 села Лейтаун и Морнингтън при преброяването на населението жителите на трите села се отчитат като общ брой. Населението му заедно с Бетистаун и Морнингтън е 11 872 жители от преброяването през 2016 г.

## Фотогалерия
- ЖП гара Лейтаун и Бетистаун